# Dominika Morávková-Zeleníková
Dominika Morávková-Zeleníková (* 4. Juli 1990 in Bánovce nad Bebravou, Tschechoslowakei) ist eine slowakische Schauspielerin.

## Leben
Dominika Morávková-Zeleníková wurde 1990 in Bánovce nad Bebravou geboren, im Nordwesten der heutigen Slowakei. Ihr Vater arbeitete als Stuntman, interessierte sich aber für das Schauspiel im Amateurtheater. Dadurch spielte die Tochter schon früh in einem Schauspielclub mit. Dominika Morávková-Zeleníková besuchte zunächst in Nitra ein privates Konservatorium und hatte in dieser Zeit bereits die Möglichkeit, die Bühne des Andrej-Bagar-Theaters kennenzulernen. Schauspiel studierte sie dann an der Akademie der Darstellenden Künste in Bratislava (VŠMU) und begann ihre Karriere am Amateurtheater in Partizánske. Sie bekam dann ein Engagement am Theater Astorka Korzo ’90 in Bratislava.
Seit den 2010er Jahren tritt Dominika Morávková-Zeleníková in Film- und Fernsehproduktionen auf. Im slowakischen Fernsehen wurde sie durch die Moderation der Sendung Zem sìva bekannt. Für ihre Rolle in dem Film Little Feather wurde sie für den slowakischen Filmpreis Slnko v sieti („Sonne im Netz“) als Beste Hauptdarstellerin nominiert. Ihre bisher erfolgreichste Rolle hatte sie in dem Film Ohne ein Wort zu sagen (im Original Špína), der ihr eine weitere Slnko-v-sieti-Nominierung einbrachte sowie eine Nominierung für den tschechischen Filmpreis Český lev („Böhmischer Löwe“) als Beste Hauptdarstellerin. Auf dem Art Film Festival in Trenčianske Teplice wurde sie mit dem „Blauen Engel“ als Beste weibliche Hauptrolle ausgezeichnet, auf dem Nòt Film Fest erhielt sie den Moonwalker Award für die Beste schauspielerische Leistung. Der Film thematisiert die Vergewaltigung einer Schülerin durch einen Lehrer mit einem darauf folgenden Suizidversuch mit anschließendem Aufenthalt in einer psychiatrischen Klinik.
Neben dem Schauspiel geht sie dem Saxophonspiel nach und sie sang sechs Jahre in der Gruppe S hudbou vesmírnou, bis sie diese 2022 verließ, um sich mehr um ihre Familie und ihre Schauspielarbeit kümmern zu können. Dominika Morávková-Zeleníková ist Vegetarierin und wurde 2016 Mutter einer Tochter.

## Filmografie
- 2016: Little Feather
- 2017: Ohne ein Wort zu sagen (Špína)
- 2022: Krakonos Geheimnis (Krakonošovo tajemství)